# Кароліна (Мінський повіт)
Кароліна (пол. Karolina) — село в Польщі, у гміні Мінськ-Мазовецький Мінського повіту Мазовецького воєводства.
Населення — 1103 особи (2011).
У 1975-1998 роках село належало до Седлецького воєводства.

## Демографія
Демографічна структура станом на 31 березня 2011 року:
|          | Загалом | Допрацездатний вік | Працездатний вік | Постпрацездатний вік |
| -------- | ------- | ------------------ | ---------------- | -------------------- |
| Чоловіки | 544     | 133                | 359              | 52                   |
| Жінки    | 559     | 109                | 343              | 107                  |
| Разом    | 1103    | 242                | 702              | 159                  |